# Château-Guibert
Château-Guibert település Franciaországban, Vendée megyében. Lakosainak száma 1550 fő (2022. január 1.). Château-Guibert Mareuil-sur-Lay-Dissais, Moutiers-sur-le-Lay, Les Pineaux, Rosnay, Rives de l’Yon, Le Tablier és Thorigny községekkel határos.

## Népesség
A település népességének változása:
| Lakosok száma | 1533 | 1553 | 1571 | 1521 | 1505 | 1506 | 1506 | 1515 | 1550 |
|               | 2013 | 2015 | 2016 | 2017 | 2018 | 2019 | 2020 | 2021 | 2022 |